# Emulsie

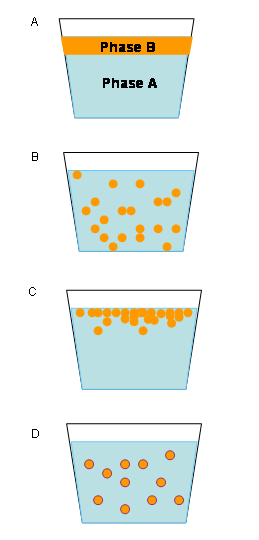
A. Twee onmengbare vloeistoffen, niet in emulsie
B. Een emulsie van fase B in fase A
C. De onstabiele emulsie wordt gebroken, en scheidt langzaamaan
D. De emulsie wordt gestabiliseerd door een emulgator (paars) op het oppervlak van fase B

Een emulsie (Latijn: emulgere, uitmelken) is een colloïdaal mengsel van niet-mengbare vloeistoffen die onder normale omstandigheden geen stabiel homogeen mengsel vormen.
Zonder speciale ingrepen scheiden de twee vloeistoffen spontaan van elkaar. Voor het verkrijgen van een stabiele en homogene emulsie is een emulgator nodig.

## Voorbeelden
Een voorbeeld van een emulsie is mayonaise: hierin is plantaardige olie in water en azijn geëmulgeerd door gebruik te maken van de natuurlijke emulgator eigeel. In melk nemen eiwitten de taak van emulgator op zich, in margarine zijn dat glyceriden.

## Olie in water en water in olie
Er bestaan water-in-olie (w/o) emulsies waarbij de waterfase als fijne druppeltjes in de oliefase is verdeeld. Voorbeelden hiervan zijn margarine en een vette crème. Ook zijn er olie- in-water (o/w) emulsies waarbij de olie als fijne druppeltjes in de waterfase is verdeeld. Mayonaise en bodymilk zijn hier voorbeelden van. Deze laatste emulsie als crème voelt veel minder vet aan omdat de zogenoemde continue fase de waterfase is.

## Dubbele emulsies
Ook bestaan er zogeheten dubbele emulsies. Bijvoorbeeld water in olie in water (w/o/w) of olie in water in olie (o/w/o). Bij deze laatste maakt men eerst een emulsie van olie in water, die vervolgens nogmaals in olie gedispergeerd wordt.

## Breken van de emulsie
Bij sommige processen is men geïnteresseerd in het breken van de emulsie, zoals bij het karnen van melk tot boter en het kloppen van slagroom.

## Fotografie
De lichtgevoelige laag op fotografische films en papieren wordt ook emulsie genoemd, hoewel dit niet correct is: het is in de meeste gevallen een suspensie van zilverhalogeniden in gelatine.